# 免許の窓口
免許の窓口（めんきょのまどぐち）とは、株式会社スターズアンドハーツが運営する、 ウェブにおける自動車教習所仲介サービスである。自動車教習所の正規代理店としてウェブでの仲介サービスを手がけたのは、当サービスが日本初である。通学免許・合宿免許の双方を扱い、
閑散期の特別料金プランの紹介や、サービス利用者に対して独自の特典を
付与するなど、 教習所への直接申し込みよりも有利にお申込が出来る事を特徴とし、
サービス開始以来50,000人以上の利用実績がある。近年は、首都圏を中心とした商業施設（ニッケコルトンプラザやイオンモール）や大学キャンパス内に有人カウンターを開設し、ウェブ申込同様のサービスも行っている。また、株式会社スターズアンドハーツの独自事業としてペーパードライバーの方への出張型の個人向け再教育事業、法人向けの安全運転研修も行っている。

## 沿革
- 2001年7月 - NTT-X（現、NTTレゾナント）と提携し、「免許の窓口」開設
- 2007年2月 - 携帯向けサイト開設
- 2010年8月 - NTTレゾナントとの提携を終了、新ドメイン「menmado.com」としてサービス開始
- 2013年9月 - 千葉県市川市のニッケコルトンプラザ内に「免許の窓口」有人カウンターを開設
- 2015年9月 - 埼玉県与野市のイオンモール与野店内に「免許の窓口」有人カウンターを開設
- 2016年5月 - 二松學舍大学九段キャンパス内に「免許の窓口」有人カウンターを開設
- 2017年5月 - 千葉県習志野市のイオンモール津田沼店内に「免許の窓口」有人カウンターを開設
- 2017年7月 - 東京都日野市のイオンモール多摩平の森店内に「免許の窓口」有人カウンターを開設
- 2017年10月 - 関東学院大学金沢八景キャンパス内に「免許の窓口」有人カウンターを開設
- 2018年4月 - 東京理科大学インベストメント・マネジメント株式会社と提携し、東京理科大学キャンパス内（神楽坂・葛飾・野田）に「免許の窓口」有人カウンターを開設
- 2018年11月 - 神奈川県横浜市のトレッサ横浜店内に「免許の窓口」有人カウンターを開設